# Jean Brunet
Jean Brunet (prowans. Joan Brunet; ur. 27 grudnia 1822 w Awinionie, zm. 23 października 1894 tamże) – francuski poeta piszący w dialekcie prowansalskim.
W młodości pracował jako malarz i witrażysta, prowadząc jednocześnie sklep z antykami. 21 maja 1854 roku został jednym ze współzałożycieli Związku Felibrów, który walczył o odrodzenie kultury prowansalskiej. To w jego domu, w roku 1867, zatrzymał się Katalończyk Víctor Balaguer i Cirera wygnany z kraju przez Izabelę II Hiszpańską. Jean Brunet, mason o przekonaniach republikańskich, tworzył stosunkowo niewiele. Opublikował kilka melancholijnych wierszy w „Armana Prouvençau”, podpisując je pseudonimem Felibre de l'Arc-de-Sedo. Pracował głównie nad antologią prowansalskich przysłów, która nigdy w całości nie została wydana. Zrujnowany rozrzutnym trybem życia zmarł w szpitalu po próbie samobójczej.